# 인순이의 음반 목록
다음은 대한민국의 가수 인순이의 음반 목록이다. 

## 음반

### 정규 음반
- 1981: 《인연 / 차표 한 장》
- 1982: 《떠나야 할 그 사람 / 누가》
- 1983: 《슬픔만 남아 있어요 / 울지도 못합니다》
- 1984: 《슬픈 아침 / 밤이면 밤마다 / 욕망》
- 1985: 《아름다운 우리나라 / 여기가 어디냐》
- 1986: 《눈물의 편지 / 잊지 못하고》
- 1988: 《에레나라 불리운 여인》
- 1989: 《스페셜》 (그 어느 거리로)
- 1990: 《Turning Point》 (갈망 / 아름다운 그대)
- 1991: 《여자 (하늘을 바라보소 / 착한 여자)》
- 1996: 《The Queen Of Soul》
- 1997: 《내 영혼의 그윽히 깊은 데서》
- 1998: 《Future & Memories》
- 2001: 《My Turn》
- 2004: 《Insooni Jazz》
- 2005: 《A to Z》
- 2010: 《인순이》
- 2014: 《Umbrella》

### 미니 음반
- 2013: 《나무》

### 라이브 음반
- 2006: 《Amazing Grace Live Concert》
- 2011: 《Legend》

### 컴필레이션
- 1992: 《인순이 골든 앨범》
- 1997: 《인순이 가스펠 1》
- 2000: 《인순이 복음성가》
- 2000: 《인순이 복음성가 Ⅱ》
- 2006: 《REMIX PARTY with DJ OGA》
- 2008: 《Anthology 97-08》

## 싱글 및 노래

### 싱글
- 2006: 〈열정 (Can You Feel It)〉
- 2007: 〈거위의 꿈〉
- 2011: 〈어퍼컷〉
- 2014: 〈우산〉
- 2015: 〈피노키오〉

### OST
- 2008: 〈질주〉 《천하일색 박정금 OST》
- 2008: 〈싱크로〉 《고스트 엑스 O.S.T》
- 2009: 〈꽃이고 싶어라〉 《미워도 다시 한번 OST》
- 2010: 〈돌아 가리라〉 《전우 OST Part.2》
- 2011: 〈작별〉 《강력반 OST Part 2》
- 2013: 〈Burn〉 《열애 OST》
- 2015: 〈엄마〉 《엄마니까 괜찮아 OST Part 1》
- 2015: 〈이토록 아름다웠음을〉 《엄마 OST Part 1》
- 2016: 〈선물〉 《기억 OST Part 2》